# Daewoo Leganza
Daewoo Leganza (заводський індекс V100) — автомобіль середнього класу (Клас D) корейського автовиробника Daewoo.

## Опис

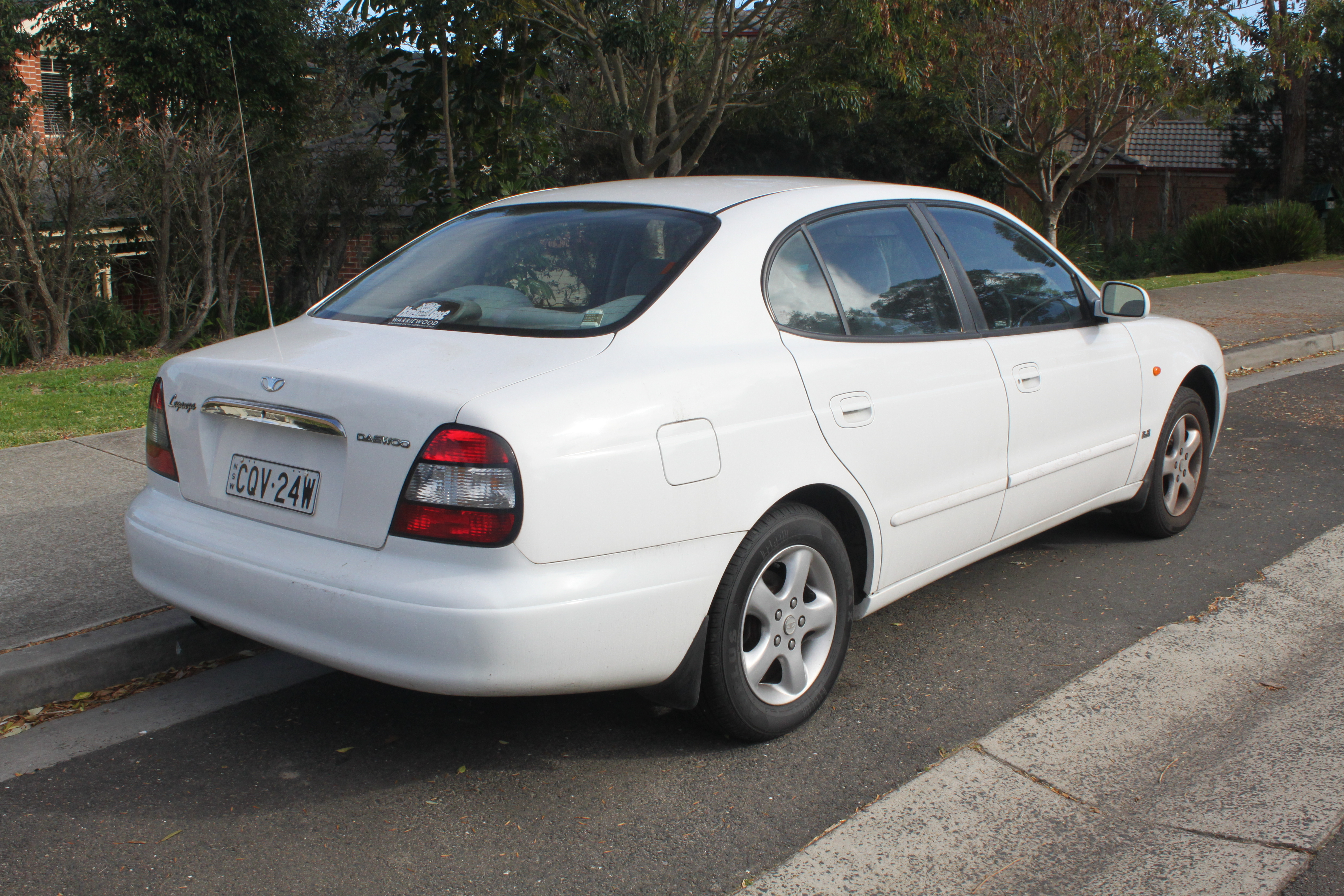
Daewoo Leganza

Була представлена в середині 1997 року як альтернатива Hyundai Sonata і Kia Clarus. В порівнянні з попередником Espero модель виросла в габаритах до 4,67 м довжини.
Оскільки раніше компанія займалася виробництвом лише ліцензійних копій чужих автомобілів, для створення нових моделей довелося залучити кращі спеціалісти світового автопрому. Двигуни допомагали створювати конструктори GM (підрозділ Holden) і інжинірингова компанія Ricardo (Велика Британія), трансмісію - німецькі ZF (Zanradfabrik AG) і Sachs, електрообладнання - Siemens і Bosch. Підвіску налаштовувала англійська Lotus, гальмами займалися - американська Delphi. З дизайном допомогли італійці: ItalDesign запропонував корейцям проект Kensington, створений кілька років до того для Jaguar і знехтуваний замовником через надмірне модернізму. Дещо змінений, він ліг в основу Daewoo Leganza. Автомобіль випускали в Кореї, крупновузловим способом модель збирали в Україні - на заводі «Квант» в Іллічівську і в Росії - на ростовському заводі «Червоний Аксай» і в Таганрозі на «Тагазе».
Головні переваги цієї машини - місткість і комфортабельність. Салон виконаний «по-корейськи», в притаманному майже всім новим корейським моделям «авангардному» стилі - багато пафосу, мало порядку. Плавні перекати поверхонь, химерні поєднання форм вентиляційних дефлекторів, рідкокристалічного дисплея годинника і функціональних кнопок - наслідок буйної фантазії дизайнерів Daewoo. Але до якості обробки претензій немає.
В автомобілі легко розмістяться п'ять осіб (ширина ззаду на рівні плечей - 141 см). Передні сидіння мають комбіновані регулювання: подушки крісел - електричні, спинки - механічні. Положення подушки змінюється по висоті, куту нахилу і відстані від педального блоку, а спинки - по куту нахилу. Крім того, водійське крісло має регулювання профілю в поперековій області. Підгонка крісел утруднень не викликає - її алгоритм і розташування кнопок управління такі ж, як на Mercedes E-класу. Процес посадки в салон не ідеальний через високі подушок сидінь і низьких дверних прорізів. Огляд в цілому непоганий, але вигляд назад кілька обмежений високим багажником.
Кузов автомобіля частково оцинкований - в деяких країнах на нього давали шестирічну гарантію.
Новий двигун Leganza з індексом T20SED являє собою модифікований 2,0 л силовий агрегат Opel (у версії Holden), який відслужив своє на Espero / Prince / Super Salon. Тепер - завдяки новій 16-клапанної голівці і вдосконаленій системі уприскування - його потужність зросла з 110 до 136 к.с. на 12% збільшився і максимальний крутний момент. Мотор може агрегатуватися як з 5-ступінчастою механічною коробкою, так і з 4-ступінчастим автоматом. Так само на автомобіль встановлюється двигун T18SED об'ємом 1,8 л (8V, 95 к.с.), Який відрізняється меншою потужністю, нестача якої відчувається при їзді в щільному міському потоці. Конструктивно всі агрегати однакові.
Ходова частина - один з головних плюсів моделі. Спереду у машини звичний McPherson, ззаду - незалежна багатоважільна. По плавності ходу Leganza впритул наблизився до європейських однокласникам. М'яка енергоємна підвіска гасить будь-які нерівності дороги. При цьому немає і натяку на інтенсивну роботу пружин і амортизаторів. Машина буквально стелиться по асфальту. Причому в підвісці автомобіля немає ніякої поважності. Бічний крен в швидкісних поворотах прийнятний як з точки зору комфорту, так і з точки зору управління. Передок трохи спливає, але машина стабілізується на подив швидко.
Зусилля на кермі змінюється в залежності від швидкості руху - за це відповідає гідропідсилювач.
Дискові гальма всіх коліс Leganza - ефективні з точно дозованим зусиллям. Практично всі 2,0-літрові версії оснащені ABS, яка відрізняється оптимальним налаштуванням.
Для своєї ціни автомобіль укомплектований розкішно. Список обладнання найпоширенішої версії CDX вражає: ABS, гідропідсилювач керма зі змінною характеристикою, електросклопідйомники, тоноване скло, протитуманні фари, дзеркала з електроприводом і електропідігрівом, підігрів заднього скла, литі диски, водійське крісло з п'ятьма регулюваннями, кермо з регульованою висотою, заднє сидіння що складається по частинах, обробка салону під дерево, велюр, годинник з термометром, центральний замок, подушка безпеки у водія, захисні бруси в дверях, аудіопідготовка, коректор фар, додатковий стоп-сигнал, склоочисники з регульованою циклічністю.
Восени 2002 року представлено наступника «Леганза», під назвою Chevrolet Evanda в Європі і Daewoo Magnus в Азії.

## Двигуни
| Індекс             | Тип двигуна | Об'єм    | Система живлення | Потужність                         | Крутний момент        | Роки випуску |
| ------------------ | ----------- | -------- | ---------------- | ---------------------------------- | --------------------- | ------------ |
| Бензинові дивигуни |             |          |                  |                                    |                       |              |
| 2,0i               | Р4          | 1998 см³ | інжектор         | 133 к. с. (98 кВт) при 5400 об/хв  | 185 Нм при 4600 об/хв | 1997-2003    |
| 2,2i               | Р4          | 2198 см³ | інжектор         | 136 к. с. (100 кВт) при 5200 об/хв | 191 Нм при 4000 об/хв | 1999-2001    |